# Провулок За Рудкою (Тернопіль)
Провулок За Рудкою — провулок в мікрорайоні «Новий світ» міста Тернополя.

## Відомості
Розпочинається від вулиці За Рудкою, пролягає на південь та закінчується в дворі будинку №1 вулиці Соломії Крушельницької.